# 2349 Kurchenko
Kurchenko (asteróide 2349) é um asteróide da cintura principal com um diâmetro de 21,52 quilómetros, a 2,4477446 UA. Possui uma excentricidade de 0,116803 e um período orbital de 1 685,21 dias (4,62 anos).
Kurchenko tem uma velocidade orbital média de 17,89115889 km/s e uma inclinação de 17,45521º.
Esse asteróide foi descoberto em 30 de Julho de 1970 por Tamara Smirnova.